# 仙后座RZ
仙后座RZ，又名BD+69 179，HD 17138、SAO 12445、HR 815，是仙后座的一颗恒星，视星等为6.18，位于銀經132.89，銀緯9.07，其B1900.0坐标为赤經2h 39m 54.1s，赤緯+69° 9.07′ 49″。